# محمد خان (ایلخان)

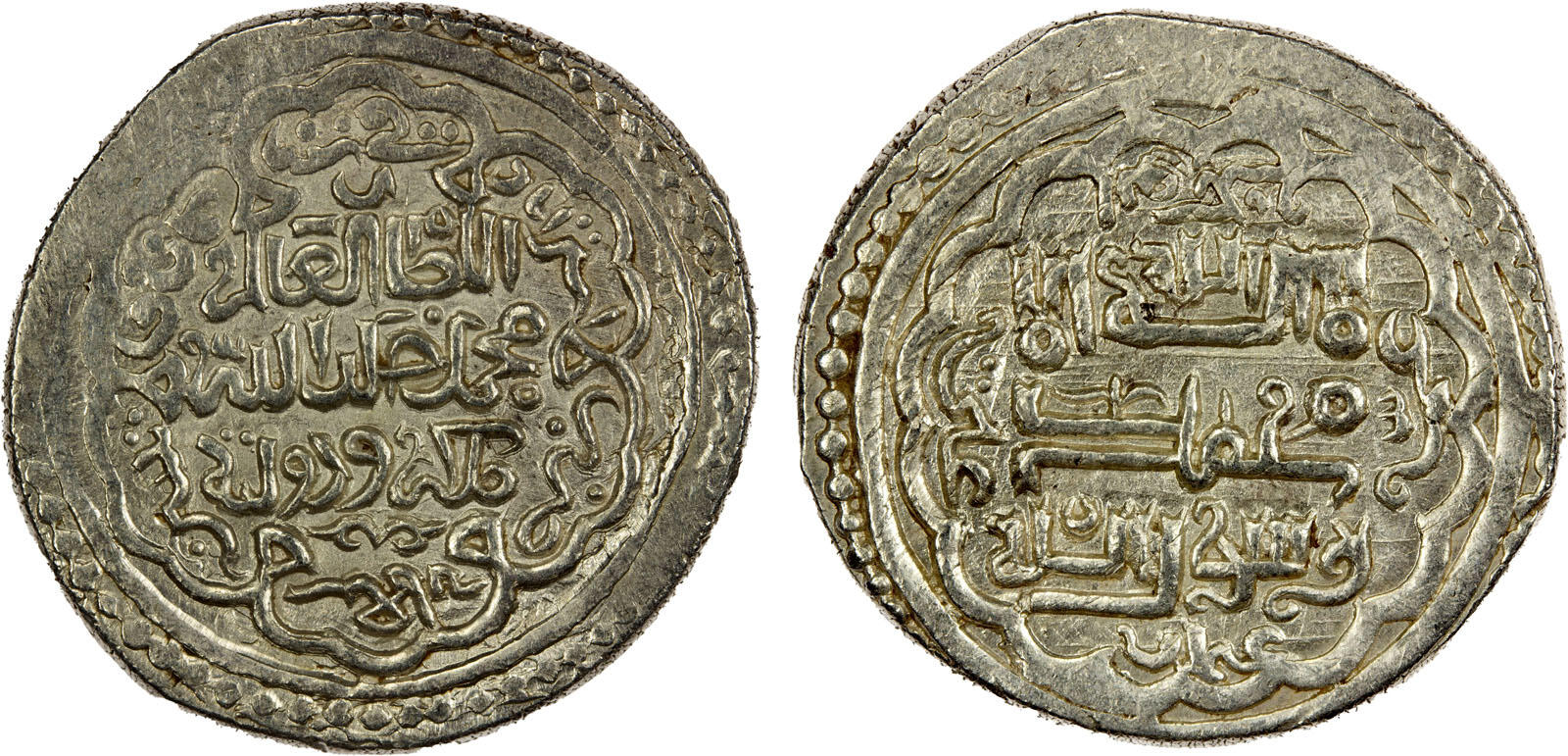
سکه ۶ درهمی محمدخان ضرب استرآباد؛ ۷۳۸ ه‍. ق

محمد خان (انگلیسی: Muhammad Khan; ۱ ژانویهٔ ۱۳۵۰ – ۱۶ ژوئیه ۱۳۳۸) مدعی تاج و تخت ایلخانان بود.

## نسب
او در ابتدا به نام پیرحسین نامگذاری شد و یکی از نوادگان مونگکه تمور پسر هولاگو بود. اصل و نسب او در برخی منابع متفاوت است - در یک منبع او را فرزند یول قتلوق بن التمور بن انبارچی بن منگو تیمور و معرفی نموده و میرخواند او را پسر قوتلوق بن امیر تیمور بن انبارچی بن منگو تیمور می‌داند.

## حکمرانی
او هنوز کودک بود که شیخ حسن جلایر او را با نام سلطنتی محمد خان در مخالفت با پسر عموی سوم خود به سلطنت رساند. در نبردی که در ۴ مرداد ۷۱۵ خورشیدی روی داد، حسن بزرگ و محمد خان نیروهای علی پادشاه و ایلخان دست نشانده اش موسی را شکست دادند. سپس حسن بزرگ مدعی خود را در تبریز منصوب کرد. جلال‌الدین زکریا (یا شمس الدین) و مسعودشاه پسر مرحوم محمودشاه اینجو به عنوان وزیر وی منصوب شدند و طرفداران حسن بر مواضع خود تأکید کردند. سورگان چوپانی و مادرش ساتی بیگ قره باغ را به دست آوردند، حاجی تاقای در دیار بکر مجدداً به قدرت رسید کرد، حاجی طوقانک بغداد را تصاحب کرد، موسی قاتل خواهد بود، امیر قره حسن بر قبایل اویرات مسلط شد. اما قره حسن و حاجی طوقانک نتوانستند آنها را تحت سلطه خود درآورند و به کلی شکست خوردند و بعد کشته شدند. قبایل اویرات باقیمانده زیر نظر والی خراسان، شیخ علی (پسر امیر علی قوشی) مجدداً جمع شدند و از طغاتیمور برای تاج و تخت ایلخانی حمایت کردند. اوگرونچ و محمود اسن قوتلوق بیشتر به آنها کمک کردند و حتی سلطانیه را برای مدتی اشغال کردند. اما در نهایت توسط ارتش جلایری شکست خوردند، محمد بیگ، برادر علی پادشاه و همسرش قوتلوق ملک خاتون (دختر گیخاتو) توسط عشایر کرد کشته شدند، در حالی که رهبر اویرات شیخ علی توسط ارغونشاه (پسر امیر نوروز) که می‌خواست طغاتیمور را بازیچه دست خود نماید اعدام شد. تمور عروسک خیمه شب بازی خودش باشد. اوگرونچ و محمود اسن قوتلوق نیز حذف شدند.
طی چند سال بعد، حسن بزرگ و محمد تسلط خود را بر غرب ایران تقویت کردند، اما ظهور حسن کوچک چوپانی برنامه‌های آنها را برهم زد. حسن کوچک مدعی شد که غلام ترک معاون پدرش در واقع پدرش تیمورتاش بوده و از مصر آمده‌است. این خبر باعث شد که چوپانیان از جلایریان جدا شوند و به حسن کوچک بپیوندند. سپس دو طرف در ۲۵ تیر ۷۱۷ خورشیدی در منطقه آلاطاق در نزدیکی وان مقابل هم قرار گرفتند که حسن بزرگ و محمد خان هر دو متحمل شکست شدند. پس از فرار حسن بزرگ، محمد خان به دست چوپانیان دستگیر و اعدام شد.